# Фазе у склапању брака у Турској
Свадба и брак (Evlenme) - се сматрају другим прелазним периодом у животном циклусу једне јединке. Особе сазреле за брак одлучују се за удају/женидбу и на тај начин стварају своју породицу (aile). Стварањем нове породице као јединке друштва, дефинише се нови друштвени и економски статус. Свако друштво у складу са својом структуром дефинише брак и бира начине за његово склапање, при чему чува традицију.
У турском друштву се практикује склапање бракова на основу личног познанства или самосталног избора партнера.

## Фазе у склапању брака

### Тражење невесте / гледање невесте
Тражење невесте започиње када породица која има сина за женидбу, својој фамилији, пријатељима и посредницима објави да тражи девојку за сина. Гледање девојке се уприличи тек када се добију потребне информације да девојка поседује све тражене квалитете и сигнал да је могуће добити позитиван одговор. Мајка младожење одлази у невестину кућу да упозна девојку и увери се да ли одговара њеном сину. Истовремено и девојчина породица се детаљно распитује о будућем младожењи.

### Просидба
Када стране закључе да младић и девојка одговарају једно другом, старији чланови младожењине породице одлазе да испросе девојку. Ова фаза се зове „пријатељство“ родитеља брачног пара. Младићева породица одлази у девојчину кућу носећи поклоне који обавезно садрже слаткише и цвеће. Девојка која се проси кува кафу гостима. Просидбу обавља младићев отац, користећи укалупљену фразу: „ По заповести Бога и речи Пророка, тражимо руку ваше кћери за нашег сина“.

### Давање речи
Давање речи је следећи састанак будућих пријатеља и чланова уже породице. Посета је у девојчиној кући. Тада се потврђује просидба, заказује се дан веридбе, разговара се о откупу за младу, размењују се поклони, односно бошче, које садрже различите личне потрепштине. Када бошче међусобно размене, сматра се да је обављена церемонија давања речи.

### Веридба
Након давања речи организује се веридба. Углавном се обавља у младиној кући у ужем или ширем кругу породице, уз забаву и музику. Девојка облачи свечану хаљину, и од младожењине породице добија накит на поклон. Неко од старијих чланова породице девојци и младићу на домали прст десне руке ставља вереничко прстење. Прстење је повезано црвеном траком коју најпоштованији члан породице пресече маказама. Црвена трака симболизује чврсту везаност двоје младих. Девојчина породица званице послужује богатом трпезом. Период трајања веридбе није ограничен.. раније, вереницима није било дозвољено да се виђају. Данас младић и девојка се могу виђати у присуству породице. Ова ограничења су постављена у случају раскида веридбе, бившим вереницима било би тешко да ступе у брак са неким другим из истог села.

### Свадба
Свадба је завршна свечаност у низу припрема за брак. Радостан догађај организује се након венчања склопљеног пред матичарем, који је једини правно важећи. Венчани прстен се ставља на домали прст леве руке. Чин венчања се зове nikah. Назив за невесту у турском је gelin, а за младожењу damat. Свадба се организује у кући младожење или у посебно изнајмљеном салону. Позива  се што већи број званица. У сеоској средини, свадбе се најчешће праве у јесен када се заврше пољски радови и када је лакше материјално поднети трошкове које она изискује. Најважнији догађај је вече кане (kina gecesi), која има карактер девојачке вечери.

### Вече кане
Вече кане се одвија у невестиној кући. Том приликом се окупе жене и девојке блиске младиној и младожењиној породици и обављају церемонију бојења каном. Кана се ставља невести на дланове и стопала и након неколико сати стајања оставља црвени траг. Невестина глава се покрива такође црвеном, украшеном марамом. Кана штити невесту од злих сила, лице јој се покрива да би се заштитила од урока. И невести и младожењи се тада на длан стави по један златник за срећу. Када младожења оде, девојке око невесте играју и певају тужне песме. Песме су тужне, јер говоре о томе да ће девојка напустити родну кућу и отићи у нову породицу. Од ње се очекује да покаже тугу због одласка и да заплаче. Уколико то не учини, околина је осуђује. Такође се у неким деловима сачувао и обичај показивања и слања девојачке спреме (ceyiz gosterme/ ceyiz goturme). Девојачка спрема се састоји од ручних радова и предмета за кућну употребу које свака девојка спрема од детињства и чува у сандуку специјално за ту сврху.
У Анадолији се и данас пре свадбе поштује обичај одласка младе и женских чланова породице у хамам (gelin hamam). У хамаму певају, рецитују, свирају и забављају се. Свадба траје више дана. Након вечери кане, невеста напушта родну кућу. Креће према свом новом дому. Невесту чија је глава прекривена велом, најчешће воде на коњу. Колона сватова (gelin alayi) се креће уз музичку пратњу давула и зурле. Приликом доласка у нови дом среће се више обичаја везаних за тражење новца као надокнаде за уклањање препреке за излазак из куће. Спроводи се и обичај силаска младе (gelin indirme) са коња. Од свекра и свекрве се траже поклони како би се дала дозвола да млада сиђе са коња. Невести се у наручује даје мало дете да би осигурала плодност. На кров се баца крчаг који се сломи, како би невеста била послушна или се њој даје чаша да је поломи. Да би била дружељубива и приступачна даје јој се да једе мед и слатко. При уласку у кућу невеста пољуби праг. На венчању млада се кити златом, а посебно важан део накита су наруквице које представљају статусни симбол, па их удате жене стално носе на руци.

### Прва брачна ноћ
Прва брачна ноћ у турској традицији игра важну улогу, јер представља почетак брака који су одобрили сви чланови заједнице и верификовала држава. Пред прву брачну ноћ, уз младожењу и младу се налазе девер (sagdic) и деверуша (yenge) који их прате. У изразито религиозним срединама млада и младожења у овој ноћи прво клањају молитву. Деверуша предаје младу младожењи, држећи је за руку. Млада је тиха и не говори ништа. Младожења јој тада предаје поклон „да би јој видео лице“ (yuz gorumlugu) и навео на разговор. Деверуша испред куће чека на доказ о обављеној брачној дужности. И када га добије, одлази у невестину кућу да објави муштулук. Прво јутро после свадбе зове се дувак. Тог јутра жене долазе у посету невести и до поднева се веселе и играју. Од поднева се код младожење скупљају мушки чланови породице и такође се забављају. У неким крајевима забава и чашћавање трају чак до недељу дана.